# Carlos Sampayo
Carlos Sampayo (Buenos Aires, 17 settembre 1943) è un fumettista argentino.

## Carriera
Autore e sceneggiatore, è l'artefice del personaggio di Alack Sinner, creato in collaborazione col disegnatore José Muñoz.
Ha creato il personaggio di Evaristo, un commissario di polizia nell'Argentina precedente al golpe dei militari, reso graficamente da Solano Lopez.

## Premi
- Premio alla migliore opera realistica straniera al Festival d'Angoulême del 1978 con il primo volume di Alack Sinner.